# کورت مایزل
کورت مایزل (انگلیسی: Kurt Meisel؛ ۱۸ اوت ۱۹۱۲ – ۴ آوریل ۱۹۹۴) یک هنرپیشه و کارگردان اهل اتریش بود. 
از فیلم‌ها یا برنامه‌های تلویزیونی که وی در آن نقش داشته است می‌توان به زمانی برای عشق ورزیدن و زمانی برای مردن، پرونده اودسا، دوریت کوچک اشاره کرد.